# Meter per seconde kwadraat
De meter per seconde kwadraat is de eenheid van versnelling in het Internationale Stelsel van Eenheden (SI). Als afgeleide eenheid is het samengesteld uit de SI-basiseenheden lengte, de meter en tijd, de seconde. Het symbool is in verschillende vormen geschreven als m/s2, m·s−2, m s−2 of {\displaystyle {\tfrac {\text{m}}{{\text{s}}^{2}}}}.
Als versnelling wordt de eenheid fysiek geïnterpreteerd als verandering in snelheid per seconde, dus meter per seconde per seconde, en wordt behandeld als een vector.

## Voorbeeld
Als een voorwerp een constante versnelling ondergaat van 1 m/s2 vanuit stilstand, bereikt het na 5 seconden een snelheid van 5 m/s en na 10 seconden 10 m/s. De gemiddelde versnelling {\displaystyle a} kan worden berekend door het snelheidsverschil van {\displaystyle \Delta v} te delen door de tijd {\displaystyle \Delta t}, zodat: 
{\displaystyle a={\frac {\Delta v}{\Delta t}}={\frac {5{\text{ m/s}}}{5{\text{ s}}}}=1{\text{ (m/s)/s}}=1{\text{ m/s}}^{2}}

## Verwante eenheden
De tweede wet van Newton stelt dat kracht {\displaystyle F} gelijk is aan massa {\displaystyle m} vermenigvuldigd met versnelling {\displaystyle a}. Voor de versnelling geldt dus
{\displaystyle a={\frac {F}{m}}}
De eenheid van kracht is de newton (N), en massa heeft de SI-eenheid kilogram (kg). Eén newton is gelijk aan één kilogram meter per seconde kwadraat. Dus is de eenheid meter per seconde kwadraat gelijk aan newton per kilogram: N·kg−1 of N/kg.
{\displaystyle {\frac {m}{s^{2}}}={\frac {N}{kg}}}
Het zwaartekrachtveld van de aarde (dicht bij het grondniveau) kan dus worden weergegeven als 9,8 meter per seconde kwadraat, of als het equivalent 9,8 N/kg.
Versnelling kan ook worden weergegeven als de verhouding tot de zwaartekracht, zoals g-kracht en piekgrondversnelling bij aardbevingen.